# Hereditariedade poligénica
A hereditariedade poligénica, em genética, diz respeito às situações em que um fenótipo resulta da acção de vários genes, em que cada um deles contribui, independentemente do ambiente, de uma forma minor. Não se considera nestas situações dominância nem recessividade.